# عملیات مطلع‌الفجر
عملیات مطلع فجر با رمز یا مهدی ادرکنی در محور گیلان غرب - شیاکوه به صورت نیمه گسترده در تاریخ ۲۰ آذر ۱۳۶۰ به فرماندهی مشترک میان سپاه و ارتش جمهوری اسلامی علیه ارتش عراق انجام شد. در این حمله که در میانه جنگ ایران و عراق انجام شد، با هدف تصرف ارتفاعات شیاکوه، چرمیان و تنگ قاسم‌آباد انجام گردید.

## منطقه عملیات
رشته ارتفاعات شیاکوه و چرمیان به موازات یکدیگر در جنوب غرب محور گیلانغرب - قصرشیرین واقع شده‌اند و از سمت جنوب‌شرقی به طرف شمال غرب امتداد یافته‌اند. این ارتفاعات توسط دشت شکمیان از یکدیگر جدا شده‌اند. جنس زمین سنگلاخی و شیب تند دامنه‌های ارتفاعات شیاکوه مانع هرگونه حرکت خودرویی می‌شود. ارتفاعات یاد شده از چند قله بهم پیوسته تشکیل شده‌اند که مهم‌ترین آنها قله‌های بزنعلی، فریدون کشیا، چقاعلی، انار، تلوار، چل کسان هستند. ارتفاعات شیاکوه میدان دید و تیر خوبی بر دشت خان لیلی، چقا حمام و دره شکمیان دارند. ارتفاعات چرمیان هم معبر گیلانغرب قاسم‌آباد را از سمت غرب تحت نظارت دارد.

## اهداف و اهمیت عملیات
هدف از این عملیات، تصرف ارتفاعات شیاکوه، چرمیان و تنگ قاسم‌آباد بود. در خلال این هدف، قصد شده بود تا نیروهای عراقی به جنگ در غرب مشغول شوند و توان آنها در جنوب کاسته شود. در این عملیات، نیروهای ارتش و سپاه ایران همکاری داشتند. ابراهیم هادی، داریوش ریزوندی و صفر خوشروان، غلامعلی پیچک، محمد بروجردی، یحیی رحیم صفوی، علی صیاد شیرازی، از فرماندهان این نبرد بودند. کنترل و هدایت عملیات نیز توسط چهار پاسگاه فرماندهی انجام می‌شد که این پاسگاه‌های فرماندهی با نام‌های «امام خمینی»، «شهید رجایی»، «شهید باهنر» و «شهید بهشتی» انجام وظیفه می‌کردند و هدایت و کنترل کامل عملیات با «مرکز فرماندهی امام خمینی» بود. طبق اسناد، ۱۱ گردان پیاده سپاه پاسداران، سه گردان تیپ ۵۸ ذوالفقار، گردان‌های ۲۱۱ و ۲۶۵ زرهی، یک گردان از گردان ۲۹۰ زرهی از ارتش و یک گردان ژاندارمری از نیروهای ایرانی در عملیات مطلع الفجر حضور داشتند. استعداد نیروهای عراقی در این منطقه عملیاتی، حضور تیپ‌های ۲، ۵ و ۳۹ پیاده کوهستانی، یک گردان از تیپ ۲۲ پیاده کوهستانی، گردان تانک لشکر چهارم پیاده کوهستانی و یک گردان نیروی مخصوص بود.

## شرح عملیات
عملیات مطلع الفجر در ساعت ۳ بامداد روز ۲۰ آذر ۱۳۶۰، در منطقه گیلانغرب آغاز شد. این عملیات به مدت ۱۷ روز به طول انجامید. این عملیات در دو محور انجام شد؛ هدف محور شمالی عبور از تنگه‌های حاجیان، کورک، قاسم‌آباد و قطع جاده گیلانغرب به قصرشیرین بود و هدف محور جنوبی نیز تصرف ارتفاعات چرمیان، شیاکوه و الحاق با نیروهای محور شمالی بود. با آغاز عملیات، تیپ‌های ۴۲۵ و ۵۰۳ پیاده، یک گردان از تیپ ۴ پیاده کوهستانی، یک گردان از تیپ ۴۱۲ پیاده و پنج گروهان کماندویی از نیروهای عراقی به منطقه اعزام شدند.
در نتیجه این عملیات، ارتفاعات شیاکوه برای مدتی کوتاه به تصرف نیروهای ایرانی درآمد و پس از وارد آمدن تلفات سنگین به نیروهای عراقی، هر دو طرف، به مواضع قبلی خود بازگشتند. از دستاوردهای دیگر عملیات مطلع الفجر، آزادسازی ارتفاعات چغالوند و آوزین، ۳۰ کیلومتر از خاک ایران در دشت گیلانغرب و بازگشت ۳۰ روستای شهرستان گیلانغرب بود.

## پیامدهای عملیات
بر اساس گزارش‌ها، بیش از ۱۷۰۰ نفر از نفرات ارتش عراق، کشته و زخمی و ۱۴۰ نفر نیز اسیر شدند. در این نبرد تیپ‌های ۲، ۳۶، ۴۱۲، ۴۲۵ و ۵۰۳ پیاده و «تیپ ۳۲» نیروی مخصوص عراق همراه با «گردان ۴ تانک» و گردان‌های کماندویی خسارات سنگینی متحمل شدند.

## برای مطالعهٔ بیشتر
- محسن رشید، گزارشی کوتاه/ مرکزمطالعات و تحقیقات جنگ سپاه پاسداران انقلاب اسلامی، ویرایش: مهدی انصاری، تهران: سپاه پاسداران انقلاب اسلامی، مرکز مطالعات و تحقیق جنگ، ۱۳۷۸، شابک: ۹۶۴-۶۳۱۵-۳۳-x
- علی رستمی، مسعود مطاعی، تبیین عملیات مطلع الفجر با تأکید بر اصول جنگ، فصلنامه علمی مطالعات جنگ، دوره ۱، شماره ۱ شهریور ۱۳۹۸ صفحه ۱۴۳–۱۶۲.
- نورالدین نجفی از گردان چهارم تیپ ذوالفقار به عنوان قهرمان جنگ در این عملیاتمعرفی شدند.خاطرات ایشان در مجله صف ارتش در سال های ۶۱ و ۶۱ در ۱۲ شماره با عنوان ثپه های گچی منتشر شد.